# Ulf-Daniel Ehlers

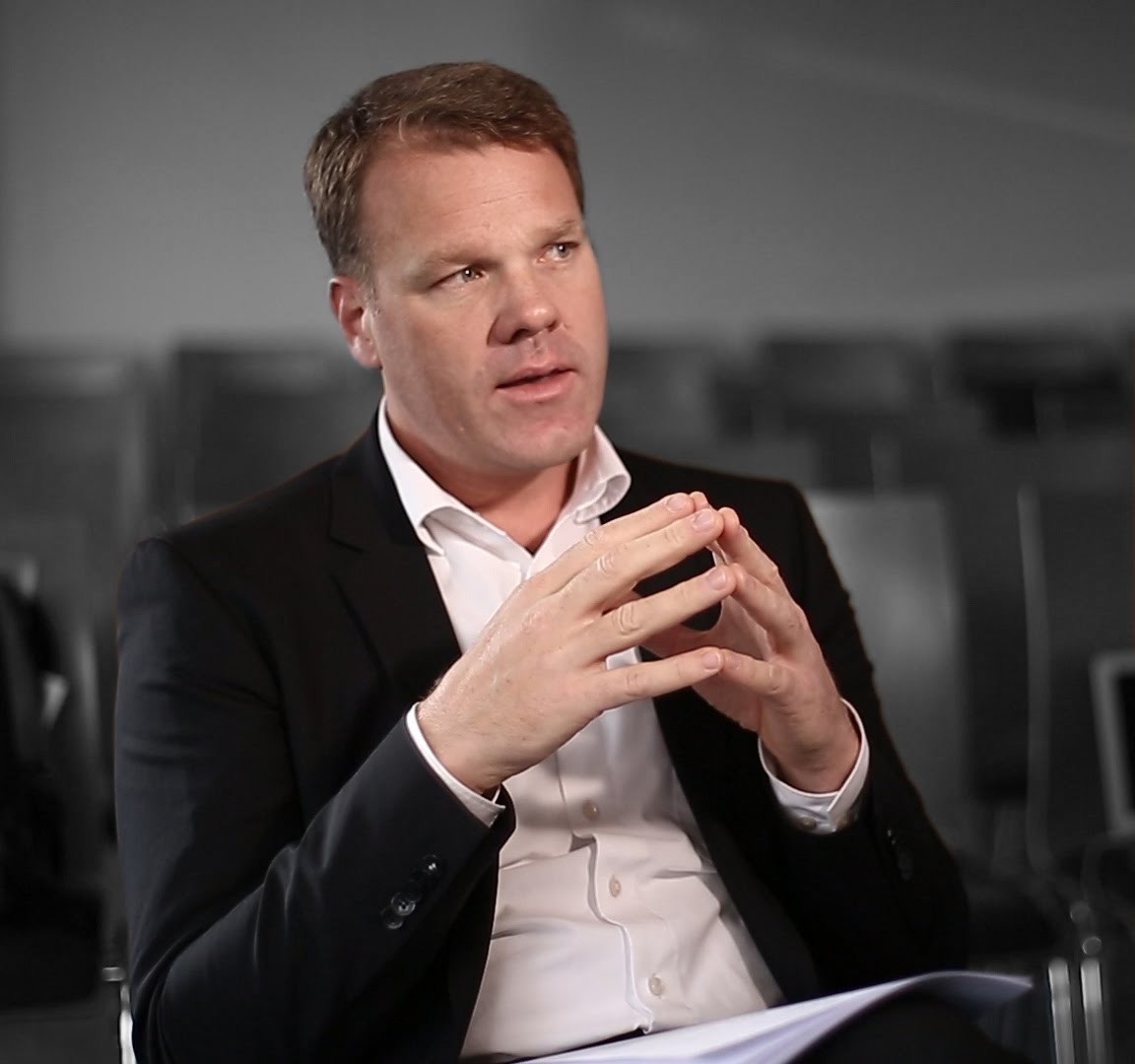
Ulf-Daniel Ehlers

Ulf-Daniel Ehlers (* 1971 in Hameln) ist ein deutscher Bildungsforscher und Professor für Bildungsmanagement und Lebenslanges Lernen an der Dualen Hochschule Baden-Württemberg.

## Biografie
Nach dem Studium der Anglistik, Sozialwissenschaften und Erziehungswissenschaften an der Universität Bielefeld folgte 2003 die Promotion im Bereich der Bildungstechnologien (summa cum laude) und die Habilitation mit einer Schrift zur Qualität und Bildung an der Universität Duisburg-Essen im Jahre 2008, in der er ein neues Modell der Qualitätskultur vorstellte. Beide Arbeiten wurden international ausgezeichnet.
Ulf-Daniel Ehlers ist Professor für Bildungsmanagement und lebenslanges Lernen und leitet die Arbeitsgruppe NextEducation an der Dualen Hochschule Baden-Württemberg. Zuvor war er von 2011 bis 2017 Vizepräsident und im Präsidium zuständig für Qualität und Lehre. Sein Arbeitsschwerpunkt ist die Digitale Transformation von Bildungsprozessen und -institutionen. Ehlers war Privatdozent an der Universität Duisburg-Essen, Professor für Mediendidaktik der Universität Augsburg und für zwei Jahre Associate Professor an der Graduate School for Management and Technology der University of Maryland University College (USA). Er ist seit Anfang 2021 zum Scientific Direktor im Perspektivlabor am House of Competence des KIT berufen. Er berät nationale und internationale Organisationen wie die Vereinten Nationen oder die Europäische Kommission in Bildungsfragen.

## Forschung
Ehlers ist Wissenschaftler und Forscher in den Bereichen Qualität und E-Learning und hat zahlreiche nationale und international Forschungsinitiativen entwickelt und durchgeführt. Seine Forschungsschwerpunkte liegen im Bereich Bildungsqualität, Lerninnovation, Kompetenzforschung sowie Lebenslanges Lernen. Er ist Begründer des Modells der Qualität aus Lernersicht, Entwickler des Konzeptes der ‘Open Educational Practices’ und wird häufig als Keynotespeaker auf nationalen und internationalen Konferenzen angefragt. Seine wissenschaftlichen Leistungen werden durch die Erfahrungen als Gründer eines vom Land NRW ausgezeichneten Start-Up Unternehmens komplementiert. Er ist Autor von zahlreichen Büchern, Buchbeiträgen sowie Veröffentlichungen in Fachzeitschriften.

## Ehrenämter
Er ist in dritter Amtszeit gewählter Vizepräsident des Europäischen Verbandes für Hochschulen in Brüssel (EURASHE) und ist Direktor im Exekutivboard des Europäischen E-Learning Networks. Zudem war er Präsident der European Foundation for Quality in E-Learning (2011–2014) mit Sitz in Brüssel und im Vorstand der Gesellschaft für Medien in der Wissenschaft e.V., dem er als Präsident von 2010 bis 2012 vorstand. Zusätzlich ist er Herausgeber der Buchreihe „Zukunft der Hochschule“ bei Springern und war Gründer des „International Journals for Quality and Innovation in Learning“ sowie Mitglied in weiteren Editorial Boards zahlreichen Fachgremien.

## Auszeichnungen
- 09/2010 – Emerald International Excellence Award 2010: Outstanding Paper
- 03/2004 – Best Paper Award EDEN (European Distance and E-Learning Network) Research Workshop, Oldenburg, Germany
- 09/2008 – Finalist for Best Paper of EDEN Research Workshop in 10/2006 and EDEN Conference
- 09/2008 – EDEN Fellowship for advancing the field of Distance Education in Europe, Lisbon